# Nowiny (gmina Leoncin)
Nowiny – wieś w Polsce położona w województwie mazowieckim, w powiecie nowodworskim, w gminie Leoncin.
W latach 1975–1998 miejscowość należała administracyjnie do województwa warszawskiego.
Znajduje się tu nowo wybudowane (najmniejsze w archidiecezji warszawskiej) Sanktuarium Matki Boskiej Radosnej Opiekunki Przyrody. W 1996 roku nastąpiło wmurowanie kamienia węgielnego pod fundamenty kościoła i oddanie go do użytku. 4 lata później w Roku Milenijnym kardynał Józef Glemp dokonał uroczystej koronacji obrazu Matki Boskiej. Obraz namalował nieznany malarz w czasach Stanisława Augusta Poniatowskiego i ofiarował go kościołowi w  Wołczynie. Ukazem cara Mikołaja II wołczyński kościół zamieniono na cerkiew, w tym czasie obraz rzekomo zaginął. W 1945 r. świątynię zdewastowało sowieckie NKWD. Uratowany obraz przewieziono do Polski i umieszczono w kościele secymińskim, który został podniesiony do rangi Sanktuarium Maryjnego.
Nowiny są jedynym miejscem, gdzie możliwa jest przesiadka z autobusów PPKS Nowy Dwór Maz. do autobusów PKS jadących do Sochaczewa umożliwiająca podróż północnym skrajem Puszczy Kampinoskiej bez konieczności pokonywania Wisły.